# Thranodes stenothyreus
Thranodes stenothyreus är en skalbaggsart som först beskrevs av Francis Polkinghorne Pascoe 1862.  Thranodes stenothyreus ingår i släktet Thranodes och familjen långhorningar. Inga underarter finns listade i Catalogue of Life.